# Vijenac
 Ovo je glavno značenje pojma Vijenac. Za druga značenja pogledajte Vijenac (razdvojba).
Vijenac – ukras od cvijeća i lišća (npr. lovorov vijenac) spleten tako da čini krug (ne nužno svih 360°). Riječ se u hrvatskom jeziku rabi u sljedećim kontekstima: 
- lovorov vijenac dobivali su pobjednici Olimpijskih igara u antičko doba (vezuje se uz pobjedu)
- vijenac od trnja povezan je s Isusom Kristom (rabi se također izraz Kristova kruna)
- polaganje vijenca na grob (npr. neidentificiranih žrtava Domovinskog rata)
- adventski vijenac
- u arhitekturi vijenac može značiti kameni ili žbukani ukras na pročelju ili u unutrašnjosti građevine

U bajkovitim filmovima (ili fantasy žanru) može se vidjeti vile kako plešu s vjenčićem od cvijeća na glavi (također se može reći vijenac ili krunica od cvijeća).

## Galerija
- Lovorov vijenac
- Vijenac od trnja
- Vijenac neznanim žrtvama
- Adventski vijenac